# 蝦膏

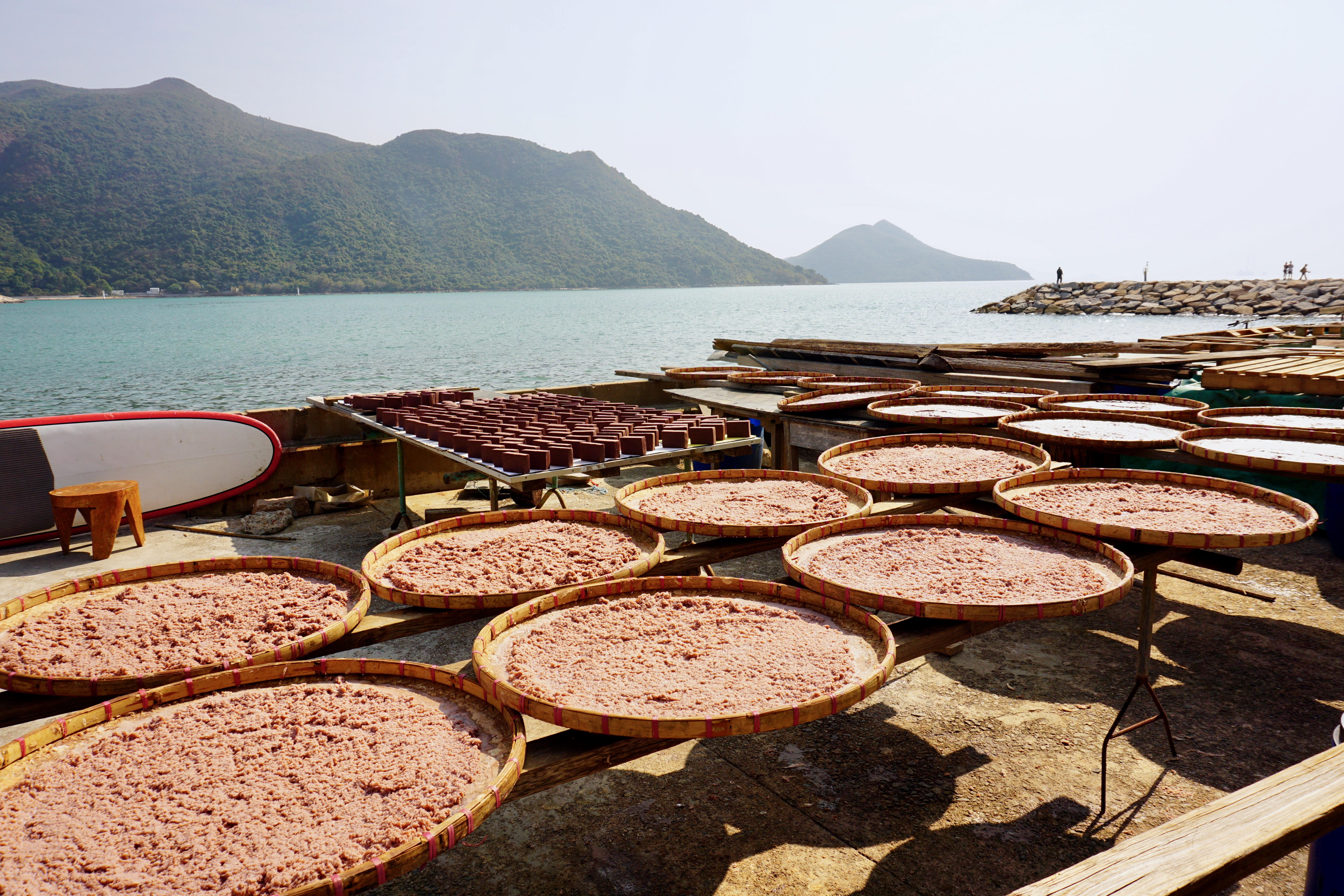
傳統的蝦膏製作過程需要長期日曬。圖中是香港大澳的傳統蝦膏生曬過程。

蝦膏是膏狀的原料食材，其成份單純，就是蝦子和鹽巴，做法也很簡單，是用小蝦漬以鹽巴，曝曬發酵，磨成黏稠狀，再做成膏狀或片狀，是香港、韓國及東南亞地區常見的調味料。

## 使用
蝦膏味道濃烈且鹹，不適宜直接食用，蝦膏是蝦醬的原料之一，但坊間難見蝦醬成品，所以蝦醬的相關料理，例如蝦醬空心菜或蝦醬炒飯都是在做菜以前先以清水將蝦膏稀釋，再加入蔥頭、蒜頭、糖做成蝦醬後再入鍋炒菜。

## 體內稱作「蝦膏」的器官
有些時候人們會以蟹膏類推，也常見將蝦子的卵巢叫做蝦膏，但這個稱呼法與上述的食材不同，這個蝦膏是指「母蝦的生殖腺」，因為該部分和黑色的蝦腸過於臨近，有時不熟悉品嚐者，會誤將其認為是蝦腸泥沙與排泄物而誤丟浪費，但生殖腺並沒有泥，且顏色多樣（主要為橘黃色），其實是海鮮美味之一。